# Анабель Гутьєррес
Анабель Гутьєррес (ісп. Anabel Gutiérrez, при народженні Анабелла Рафаела Гутьєррес Айкуа, ісп. Anabelle Rafaela Gutiérrez Aicua; 5 вересня 1931, Мехіко — 21 серпня 2022, Пуебла-де-Сарагоса, Пуебла) — мексиканська акторка.

## Життєпис
Народилася 5 вересня 1931 року у Мехіко в родині Хуана Едуардо Рафаеля Гутьєрреса Гойсуети, актора, і Алісії Айкуа Лопес, танцюристки. Мала старшу сестру Росаріо Алісію Соледад. Дід і бабуся з материної сторони теж були акторами. Мігель Гутьєррес, дід зі сторони батька, був імпресаріо. Соледад Гойсуета, бабуся зі сторони батька, була оперною співачкою. В кіно дебютувала 1949 року в епізодичній ролі у комедії «Диявол не такий вже й диявол» Хуліана Солера. 1964 року почала зніматися на телебаченні.
1956 року отримала премію Арієль у категорії Найкраще молодіжне виконання за роль Лаури Вальверде у кінокомедії «Школа волоцюг» з Педро Інфанте і Мирославою Штерн, римейку голлівудської стрічки «Весело ми живемо» 1938 року. Раніше двічі номінувалася на цю премію в цій же категорії — 1952 року за роль Лупе Родрігес у фільмі «Дівчата в уніформі», мексиканській версії однойменного фільму Леонтіни Саган 1931 року, та 1953 року за роль Хульєти у кінодрамі «Забуті обличчя» з Лібертад Ламарке.
Мати акторки Амайрані Ромеро Гутьєррес. Бабуся акторки Макарени Гарсія.
Анабель Гутьєррес померла 21 серпня 2022 року у місті Пуебла-де-Сарагоса, штат Пуебла, в 90-річному віці.

## Фільмографія
| Рік       |   | Українська назва                  | Оригінальна назва            | Роль                  |
| --------- | - | --------------------------------- | ---------------------------- | --------------------- |
| 1949      | ф | Диявол не такий вже й диявол      | El diablo no es tan diablo   | подруга Йойо          |
| 1950      | ф | Ліга дівчат                       | La liga de las muchachas     | епізод                |
| 1950      | ф | Флердоранж для вашого весілля     | Azahares para tu boda        | Маргарита             |
| 1950      | ф | Під звуки мамбо                   | Al son de mambo              | танцюристка           |
| 1951      | ф | Бажані                            | Deseada                      | Нікте                 |
| 1951      | ф | Дівчата в уніформі                | Muchachas de Uniforme        | Лупе Родрігес         |
| 1952      | ф | Забуті обличчя                    | Rostros olvidados            | Хульєта               |
| 1953      | ф | Ураган Рамірес                    | Huracán Ramirez              | Каталіна              |
| 1953      | ф | Жінки, що працюють                | Mujeres que trabajan         | Глорія Еспарса        |
| 1953      | ф | Не ображайся, Беатріс             | No te ofendas, Beatriz       | Маргарита             |
| 1954      | ф | Помста в цирку                    | Venganza en el circo         | Стелла                |
| 1954      | ф | Три Елени                         | Las tres Elenas              | Елена, онука          |
| 1954      | ф | Джентльмен в міру                 | Caballero a la medina        | Луїса                 |
| 1955      | ф | Школа волоцюг                     | Escuela de vagabundos        | Лаура Вальверде       |
| 1955      | ф | Кохання здалеку                   | Amor de lejos                | Ірма                  |
| 1956      | ф | Полум'я проти вітру               | Llamas contra el viento      | Лаура                 |
| 1957      | ф | Миша                              | El ratón                     | Діана                 |
| 1957      | ф | Пригоди Піто Переса               | Las aventuras de Pito Perez  | Чуча                  |
| 1959      | ф | Янголятка на трапеції             | Angelitos del trapecio       | Ліна                  |
| 1959      | ф | Всім тихо!                        | Quietos todos!               | Росіта                |
| 1960      | ф | Слизькі                           | Los resbalosos               | Кармела               |
| 1979      | ф | Дискотека кохання                 | Discoteca es amor            | сеньйорита Клара      |
| 1980      | с | Чеспіріто                         | Chespirito                   | донья Еспотавердерона |
| 1996      | ф | Марсельська голубка               | La paloma de Marsella        | -                     |
| 1997      | с | Одного разу в нас виростуть крила | Alguna vez tendemos alas     | Бернардіта            |
| 2000      | с | Безумство кохання                 | Locura de amor               | Коріна                |
| 2000—2005 | с | Жінка, випадки з реального життя  | Mujer, casos de la vida real | різні персонажі       |
| 2002      | с | Дітям ура!                        | Vivan los niños!             | жебрачка              |
| 2003      | с | Під однією шкірою                 | Bajo la misma piel           | Росіта                |
| 2007      | с | Лола, колись давно                | Lola: Érase una vez          | мати Монтсеррат       |

## Нагороди та номінації
Арієль
- 1952 — Номінація на найкраще молодіжне виконання (Дівчата в уніформі).
- 1953 — Номінація на найкраще молодіжне виконання (Забуті обличчя).
- 1956 — Найкраще молодіжне виконання (Школа волоцюг).